# چو جائیه-کی
چو جائیه-کی (انگلیسی: Cho Jea-ki؛ زادهٔ ۱۷ مارس ۱۹۵۰) جودوکار اهل کره جنوبی بود.